# Naziha Réjiba

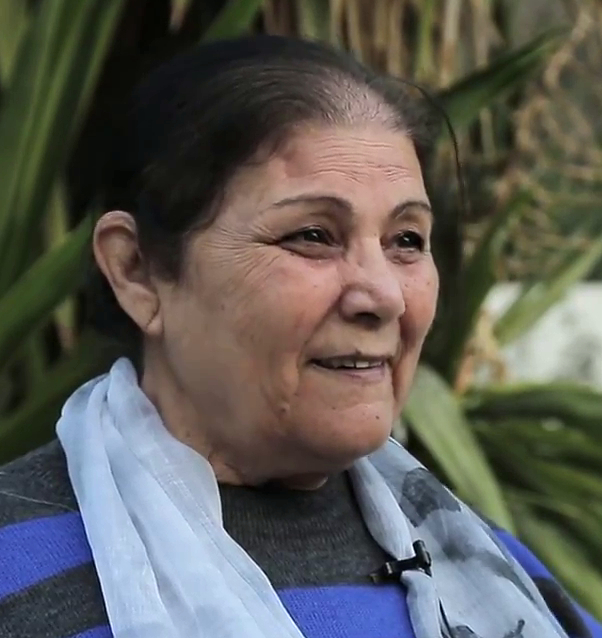

Naziha Réjiba là nhà báo và nhà bảo vệ nhân quyền người Tunisia. Bà biên tập tờ báo online Kalima.
Năm 2000, Réjiba là người đồng sáng lập báo Kalima, chung với Sihem Bensedrine. Năm 2001, Réjiba và Bensedrine lập ra nhóm Observatoire de la Liberté de la Presse, de L'Edition et de la Création (Đài quan sát Tự do báo chí, việc Xuất bản và sự Sáng tạo), nhằm thúc đẩy tự do báo chí cùng những điều bị cấm ở Tunisia.
Réjiba đã nhiều lần bị chính phủ Tunisia quấy nhiễu. Bà đã nhiều lần bị cảnh sát thẩm vấn và bị họ giám sát liên tục. Ngoài ra, tờ báo Kalima của bà, bị ngăn chặn ở Tunisia.
Trong năm 2007, Réjiba nhận được một loạt các lời đe dọa nặc danh và là mục tiêu của một chiến dịch bôi nhọ liên quan đến cả khiêu dâm, các bức hình giả tạo về chồng bà.
Trong năm 2008, những kẻ phá hoại đã tấn công vào các trang web của báo Kalima, phá sập trang web này. Trong một bài báo, Réjiba cáo buộc chính phủ phải chịu trách nhiệm về sự phá hoại này, và bà đã bị triệu tập đến tòa án.

## Giải thưởng
- Năm 2009, Réjiba đã được Ủy ban bảo vệ các nhà báo trao Giải Tự do Báo chí Quốc tế.